# Équipe du Pakistan de cricket
L'équipe du Pakistan de cricket représente le Pakistan dans les compétitions internationales majeures de cricket, comme la Coupe du monde, et dans les trois principales formes de cricket international : le Test cricket, le One-day International (ODI) et le Twenty20 international. Elle est sous le patronage de la fédération pakistanaise de cricket, le Pakistan Cricket Board (PCB).
Elle dispute son premier test-match en 1952 et son premier ODI en 1973. Le Pakistan remporte la Coupe du monde en 1992 et l'ICC World Twenty20 en 2009.

## Histoire

### Coupe du monde

#### Coupe du monde 1975
Lors de cette 1ère édition de la Coupe du monde le Pakistan joue dans le groupe B avec les Indes occidentales; l'Australie et le Sri Lanka. Il perd son premier match contre l'Australie le 7 juin 1975, puis 4 jours plus tard il perd contre les Indes Occidentales. Il est donc éliminé. L’équipe termine sur une bonne note en battant le Sri Lanka.

## Palmarès
| Coupe du monde de cricket | Coupe du monde de cricket |
| Année                     | Résultat                  |
| ------------------------- | ------------------------- |
| 1975                      | Premier tour              |
| 1979                      | Demi-finaliste            |
| 1983                      | Demi-finaliste            |
| 1987                      | Demi-finaliste            |
| 1992                      | Vainqueur                 |
| 1996                      | Quart-de-finaliste        |
| 1999                      | Finaliste                 |
| 2003                      | Premier tour              |
| 2007                      | Premier tour              |
| 2011                      | Demi-finaliste            |
| 2015                      | Quart-de-finaliste        |
| 2019                      | Deuxième tour             |

| ICC World Twenty20 | ICC World Twenty20 |
| Année              | Résultat           |
| ------------------ | ------------------ |
| 2007               | Finaliste          |
| 2009               | Vainqueur          |
| 2010               | Demi-finaliste     |
| 2012               | Demi-finaliste     |
| 2014               | Deuxième tour      |
| 2016               | Deuxième tour      |

| ICC Champions Trophy | ICC Champions Trophy |
| Année                | Résultat             |
| -------------------- | -------------------- |
| 1998                 | Quart-de-finaliste   |
| 2000                 | Demi-finaliste       |
| 2002                 | Premier tour         |
| 2004                 | Demi-finaliste       |
| 2006                 | Premier tour         |
| 2009                 | Demi-finaliste       |
| 2013                 | Premier tour         |
| 2017                 | Vainqueur            |

| Jeux du Commonwealth | Jeux du Commonwealth |
| Année                | Résultat             |
| -------------------- | -------------------- |
| 1998                 | Premier tour         |

## Les internationaux pakistanais

### Équipe actuelle
Chaque année, le Pakistan Cricket Board (PCB) annonce un groupe de joueurs qui constituent le noyau de l'équipe nationale. Ces joueurs sont payés par le PCB selon un système de classement, de la catégorie A pour les mieux payés à la catégorie C. Le PCB a également introduit une nouvelle catégorie  émergente  . Ils reçoivent des primes en fonction des matchs joués et des résultats. Ils continuent à servir leur club d'origine lorsque la sélection ne joue pas où qu'ils ne sont pas sélectionnés. Il n'est pas nécessaire d'être sous contrat avec le PCB pour être sélectionné. Les joueurs sous contrat avec le PCB à partir de mai 2020 sont les suivants :
- Catégorie A : Babar Azam, Azhar Ali, Shaheen Shah Afridi.
- Catégorie B : Shadab Khan, Mohammad Rizwan, Abid Ali, Shan Masood, Haris Sohail, Asad Shafiq, Mohammad Abbas, Sarfaraz Ahmed, Yasir Shah.
- Catégorie C : Imam-ul-Haq, Fakhar Zaman, Iftikhar Ahmed, Imad Wasim, Naseem Shah, Usman Shinwari.
- Catégorie émergente : Haider Ali, Mohammad Hasnain, Haris Rauf.

### Capitaines
| Rang | Joueur           | Début | Fin  |
| ---- | ---------------- | ----- | ---- |
| 1    | Abdul Kardar     | 1952  | 1958 |
| 2    | Fazal Mahmood    | 1959  | 1961 |
| 3    | Imtiaz Ahmed     | 1959  | 1962 |
| 4    | Javed Burki      | 1962  | 1962 |
| 5    | Hanif Mohammad   | 1964  | 1967 |
| 6    | Saeed Ahmed      | 1969  | 1969 |
| 7    | Intikhab Alam    | 1969  | 1975 |
| 8    | Majid Khan       | 1973  | 1973 |
| 9    | Mushtaq Mohammad | 1976  | 1979 |
| 10   | Wasim Bari       | 1977  | 1978 |
| 11   | Asif Iqbal       | 1979  | 1980 |
| 12   | Javed Miandad    | 1980  | 1993 |
| 13   | Imran Khan       | 1982  | 1992 |
| 14   | Zaheer Abbas     | 1983  | 1984 |
| 15   | Wasim Akram      | 1993  | 1999 |
| 16   | Waqar Younis     | 1993  | 2003 |
| 17   | Saleem Malik     | 1994  | 1995 |
| 18   | Rameez Raja      | 1995  | 1997 |
| 19   | Saeed Anwar      | 1996  | 2000 |
| 20   | Aamer Sohail     | 1998  | 1998 |
| 21   | Rashid Latif     | 1998  | 2003 |
| 22   | Moin Khan        | 1998  | 2001 |
| 23   | Inzamam-ul-Haq   | 2001  | 2007 |
| 24   | Mohammad Yousuf  | 2003  | 2010 |
| 25   | Younis Khan      | 2005  | 2009 |
| 26   | Shoaib Malik     | 2007  | 2007 |
| 27   | Shahid Afridi    | 2010  | 2010 |
| 28   | Salman Butt      | 2010  | 2010 |
| 29   | Misbah-ul-Haq    | 2010  | 2017 |